# 格雷米奥竞技场
格雷米奥竞技场（Arena do Grêmio），巴西南大河州阿雷格里港的一个多功能体育场。格雷米奥竞技场于2012年12月8日正式揭幕。格雷米奥竞技场主要用于足球赛事，观众席位达60,540个。格雷米奥足球俱乐部的主场位于此体育场，代替了原来的奥林匹克体育场。